# Badusch
Badusch (arabisch بادوش, DMG Bādūš) ist eine irakische Ortschaft im Gouvernement Ninawa. Sie liegt nordwestlich von Mossul. Nördlich des Ortes wird am Tigris der Badusch-Staudamm errichtet. Nordöstlich befindet sich eine Zementfabrik.
Im Gefängnis Badusch südwestlich des Ortes verübten Einheiten des Islamischen Staats am 10. Juni 2014 an den schiitischen Gefangenen ein Massaker. Im März 2017 wurde von Einheiten der al-Haschd asch-Schaʿbī, die den Ort vom IS befreit hatten, ein Massengrab mit etwa 500 Toten gefunden.